# Adolf Frisé
Adolf Frisé (* 29. Mai 1910 in Euskirchen; † 2. Mai 2003 in Frankfurt am Main) war ein deutscher Journalist und Schriftsteller. Bekannt geworden ist er unter anderem als Herausgeber von Robert Musils literarischem Werk.

## Leben
Frisé wuchs in Viersen am Niederrhein auf und besuchte dort das Humanistische Gymnasium. Sein Mitschüler und Freund war Gustav René Hocke. Er studierte nach dem Abitur zunächst in München, Berlin und Heidelberg unter anderem Germanistik bei Friedrich Gundolf und wurde 1932 promoviert. Anschließend arbeitete er bis 1940 als freier Autor in Berlin und leistete von 1940 bis 1945 den Kriegsdienst ab.
Nach dem Krieg traf Adolf Frisé bald mit der Witwe Robert Musils, Martha Musil, zusammen, um den Nachlass des 1942 verstorbenen Dichters zu sichern. Es folgten Jahrzehnte der Auseinandersetzung mit dem literarischen Werk Musils. Daraus entstand ab 1978 die bis heute maßgebende Werkausgabe, die in kommentierter Form auch Musils Tagebücher (1976) und Briefe (1981) umfasst. Auch an der ersten CD-Edition der ungedruckten Nachlasstexte (1992) war Frisé als profunder Kenner und Mitherausgeber beteiligt. 1974 wurde er in Wien zum Professor ernannt, 1979 wurde er Ehrenpräsident der Internationalen Robert-Musil-Gesellschaft und 1982 erhielt er die Ehrendoktorwürde der Universität Klagenfurt.
Im Hauptberuf war Frisé  Journalist, zunächst bei Zeitungen in Hamburg, dann als Redakteur beim Hessischen Rundfunk, wo er von 1956 bis 1962 das Abendstudio leitete. Außerdem verfasste Adolf Frisé Reiseberichte, Theaterstücke und Romane.
Adolf Frisé war mit der Schriftstellerin und Journalistin Maria Frisé, geb. von Loesch, verheiratet.

## Werke
- Tagebücher, Aphorismen, Essays und Reden. Robert Musil. Hamburg 1955.
- Unvollendet – Unvollendbar? Überlegungen zum Torso des „Mann ohne Eigenschaften“. Merkur, 390, November 1980
- Plädoyer für Robert Musil. Essays. Reinbek 1980. Erweiterte Aufl. 1987, ISBN 3-498-02055-2.
- Der Beginn der Vergangenheit. Roman. Reinbek 1990, ISBN 3-499-13193-5.
- Johanna. Roman. Reinbek 2001, ISBN 3-498-02082-X.
- Wir leben immer mehrere Leben. Lebenserinnerungen. Reinbek 2004, ISBN 3-498-02091-9.
- Spiegelungen. Berichte, Kommentare, Texte 1933–1998. Bern 2000, ISBN 3-906758-50-8.